# Collicello
Collicello is een plaats (frazione) in de Italiaanse gemeente Amelia.